# Gros-Morne (Haiti)
Gros-Morne este o comună din arondismentul Gros-Morne, departamentul Artibonite, Haiti, cu o suprafață de 397,03 km2 și o populație de 141.587 locuitori (2009).